# Puccinia ammophilae
Puccinia ammophilae ist eine Ständerpilzart aus der Ordnung der Rostpilze (Pucciniales). Der Pilz ist ein Endoparasit des Süßgrases Ammophila arenaria. Symptome des Befalls durch die Art sind Rostflecken und Pusteln auf den Blattoberflächen der Wirtspflanzen. Sie kommt in Europa vor.

## Merkmale

### Makroskopische Merkmale
Puccinia ammophilae ist mit bloßem Auge nur anhand der auf der Oberfläche des Wirtes hervortretenden Sporenlager zu erkennen. Sie wachsen in Nestern, die als gelbliche bis braune Flecken und Pusteln auf den Blattoberflächen erscheinen.

### Mikroskopische Merkmale
Das Myzel von Puccinia ammophilae wächst wie bei allen Puccinia-Arten interzellulär und bildet Saugfäden, die in das Speichergewebe des Wirtes wachsen. Aecien oder Spermogonien der Art sind nicht bekannt. Die zimtbraunen Uredien des Pilzes wachsen oberseitig auf den Wirtsblättern. Seine hellgelben bis goldenen Uredosporen sind 28–34 × 20–25 µm groß, zumeist breitellipsoid bis eiförmig und fein stachelwarzig. Die beidseitig wachsenden Telien der Art sind schwarzbraun und lang bedeckt. Die hell haselnussbraunen Teliosporen sind zweizellig, in der Regel länglich bis lang und schmal keulenförmig und 38–60 × 15–19 µm groß. Ihre Oberfläche ist fein stachelig. Ihre Stiele sind braun und bis zu 12 µm lang.

## Verbreitung
Das bekannte Verbreitungsgebiet von Puccinia ammophilae umfasst weite Teile Europas.

## Ökologie
Die Wirtspflanze von Puccinia ammophilae ist Ammophila arenaria. Der Pilz ernährt sich von den im Speichergewebe der Pflanzen vorhandenen Nährstoffen, seine Sporenlager brechen später durch die Blattoberfläche und setzen Sporen frei. Die Art verfügt über einen Entwicklungszyklus, von dem bislang lediglich Telien und Uredien sowie deren Wirt bekannt sind; Spermogonien und Aecien konnten dem Pilz nicht zugeordnet werden.